# Ляньшуй
Ляньшу́й (кит. упр. 涟水, пиньинь Liánshuǐ) — уезд городского округа Хуайань провинции Цзянсу (КНР). Уезд назван по протекающей в этих местах реке.

## История
Во времена империи Хань в 117 году до н. э. в этих местах был создан уезд Хуайпу (淮浦县).
Во времена Южной Ци в 480 году на северной границе Хуайпу был создан уезд Сянби (襄贲县). После основания империи Суй уезд Сянби был в 585 году переименован в Ляньшуй.
Во времена империи Сун уезд был в 987 году преобразован в Ляньшуйский военный округ (涟水军), но в 1072 году вновь стал уездом. В 1087 году он вновь был преобразован в военный округ, и снова стал уездом только в 1135 году.
После монгольского завоевания уезд был в 1262 году преобразован в область Аньдун (安东州). После основания китайской империи Мин область была в 1369 году понижена в статусе, став уездом Аньдун (安东县).
В 1914 году в связи с тем, что в провинции Фэнтянь существовал уезд с точно таким же названием, уезд Аньдун был переименован в Ляньшуй. Во время Второй мировой войны он стал одной из зон действий партизанских отрядов китайских коммунистов.
В 1949 году был создан Специальный район Хуайинь (淮阴专区), и уезд вошёл в его состав. В 1970 году Специальный район Хуайинь был переименован в Округ Хуайинь (淮阴地区).
В 1983 году были расформированы город Цинцзян и округ Хуайинь, и образован городской округ Хуайинь; уезд вошёл в состав городского округа.
1 января 2001 года городской округ Хуайинь был переименован в городской округ Хуайань.

## Административное деление
Уезд делится на 17 посёлков и 2 волости.